# Viverravidae
Viverravidae — вимерла монофілетична родина ссавців із вимерлої надродини Viverravoidea в кладі Carnivoramorpha, яка жила з раннього палеоцену до пізнього еоцену в Північній Америці, Європі та Азії. Колись вони вважалися найдавнішими м'ясоїдними тваринами та предками сучасних м'ясоїдних тварин, але тепер вони поміщені за межі ряду хижих на основі черепної морфології як родичі щодо хижих.

## Систематика
- Надродина: †Viverravoidea (Wortman & Matthew, 1899)
  - Родина: †Viverravidae (Wortman & Matthew, 1899)
    - Рід: †Orientictis (Huang & Zheng, 2005)
      - †Orientictis spanios (Huang & Zheng, 2005)

    - Рід: †Pappictidops (Qiu & Li, 1977)
      - †Pappictidops acies (Wang, 1978)
      - †Pappictidops obtusus (Wang, 1978)
      - †Pappictidops orientalis (Qiu & Li, 1977)

    - Рід: †Preonictis (Tong & Wang, 2006)
      - †Preonictis youngi (Tong & Wang, 2006)

    - Рід: †Variviverra (Tong & Wang, 2006)
      - †Variviverra vegetatus (Tong & Wang, 2006)

    - Підродина: †Didymictinae (Flynn & Galiano, 1982)
      - Рід: †Bryanictis (MacIntyre, 1966)
        - †Bryanictis microlestes (Simpson, 1935)
        - †Bryanictis paulus (Meehan & Wilson, 2002)

      - Рід: †Didymictis (Cope, 1875)[4]
        - †Didymictis altidens (Cope, 1880)
        - †Didymictis dellensis (Dorr, 1952)
        - †Didymictis leptomylus (Cope, 1880)
        - †Didymictis protenus (Cope, 1874)
        - †Didymictis proteus (Polly, 1997)
        - †Didymictis vancleveae (Robinson, 1966)

      - Рід: †Intyrictis (Gingerich & Winkler, 1985)
        - †Intyrictis vanvaleni (MacIntyre, 1966)

      - Рід: †Pristinictis (Fox & Youzwyshyn, 1994)
        - †Pristinictis connata (Fox & Youzwyshyn, 1994)

      - Рід: †Protictis (Matthew, 1937)
        - †Protictis agastor (Gingerich & Winkler, 1985)
        - †Protictis haydenianus (Cope, 1882)
        - †Protictis minor (Meehan & Wilson, 2002)
        - †Protictis paralus (Holtzman, 1978)
        - †Protictis simpsoni (Meehan & Wilson, 2002)

      - Рід: †Protictoides (Flynn & Galiano, 1982)
        - †Protictoides aprophatos (Flynn & Galiano, 1982)

      - Рід: †Raphictis (Gingerich & Winkler, 1985)
        - †Raphictis gausion (Gingerich & Winkler, 1985)
        - †Raphictis iota (Scott, 2008)
        - †Raphictis machaera (Rankin, 2009)
        - †Raphictis nanoptexis (Rankin, 2009)

    - Підродина: †Ictidopappinae (Van Valen, 1969)
      - Рід: †Ictidopappus (Simpson, 1935)
        - †Ictidopappus mustelinus (Simpson, 1935)

    - Підродина: †Viverravinae (Wortman & Matthew, 1899)
      - Рід: †Simpsonictis (MacIntyre, 1962)
        - †Simpsonictis jaynanneae (Rigby, 1980)
        - †Simpsonictis pegus (Gingerich & Winkler, 1985)
        - †Simpsonictis tenuis (Simpson, 1935)

      - Рід: †Viverravus (Marsh, 1872)
        - †Viverravus acutus (Matthew & Granger, 1915)
        - †Viverravus gracilis (Marsh, 1872)
        - †Viverravus lawsoni (Hooker, 2010)
        - †Viverravus laytoni (Gingerich & Winkler, 1985)
        - †Viverravus lutosus (Gazin, 1952)
        - †Viverravus minutus (Wortman, 1901)
        - †Viverravus politus (Matthew & Granger, 1915)
        - †Viverravus rosei (Polly, 1997)
        - †Viverravus sicarius (Matthew, 1909)

      - Рід: †Viverriscus (Beard & Dawson, 2009)
        - †Viverriscus omnivorus (Beard & Dawson, 2009)